# Pirow
Pirow ist eine Gemeinde im nördlichen Landkreis Prignitz des Landes Brandenburg. Sie wird vom Amt Putlitz-Berge verwaltet.

## Geografie
Der Ort ist ein für die Prignitz typischer Rundling und liegt in einer von Feldern und Wiesen geprägten Landschaft etwa 18 Kilometer nördlich der Kreisstadt Perleberg.

## Gemeindegliederung
Zur Gemeinde Pirow gehören der Ortsteil Hülsebeck, die bewohnten Gemeindeteile Bresch, Burow, Mollnitz, Pirow und Waldhof sowie die Wohnplätze Ausbau und Burow Ausbau.

## Geschichte
Pirow gehörte seit 1817 zum Kreis Westprignitz in der Provinz Brandenburg und ab 1952 zum Kreis Perleberg im DDR-Bezirk Schwerin. Seit 1993 liegt die Gemeinde im brandenburgischen Landkreis Prignitz.
Eingemeindungen
Bresch und Burow sind seit dem 1. Januar 1973 Gemeindeteile von Pirow. Am 31. Dezember 2001 wurde Hülsebeck eingemeindet.

## Bevölkerungsentwicklung
| Jahr | Einwohner |
| ---- | --------- |
| 1875 | 407       |
| 1890 | 370       |
| 1910 | 414       |
| 1925 | 384       |
| 1933 | 361       |
| 1939 | 303       |

| Jahr | Einwohner |
| ---- | --------- |
| 1946 | 504       |
| 1950 | 476       |
| 1964 | 313       |
| 1971 | 305       |
| 1981 | 631       |
| 1985 | 583       |

| Jahr | Einwohner |
| ---- | --------- |
| 1990 | 557       |
| 1995 | 520       |
| 2000 | 456       |
| 2005 | 519       |
| 2010 | 478       |
| 2015 | 460       |

| Jahr | Einwohner |
| ---- | --------- |
| 2020 | 425       |
| 2021 | 422       |
| 2022 | 431       |
| 2023 | 416       |
| 2024 | 430       |

Gebietsstand des jeweiligen Jahres, Einwohnerzahl: Stand 31. Dezember (ab 1991), ab 2011 auf Basis des Zensus 2011, seit 2022 auf Basis des Zensus 2022

## Politik

### Gemeindevertretung
Die Gemeindevertretung von Pirow besteht aus acht Gemeindevertretern und dem ehrenamtlichen Bürgermeister. Die Kommunalwahl am 26. Mai 2019 führte zu folgendem Ergebnis:
| Partei / Wählergruppe             | Stimmenanteil | Sitze |
| --------------------------------- | ------------- | ----- |
| Ortsbauerngruppe                  | 44,5 %        | 4     |
| Einzelbewerber Harry Zedow        | 13,1 %        | 1     |
| Wählergruppe Freie Liste          | 12,4 %        | 1     |
| Einzelbewerber Richard Schumacher | 09,6 %        | 1     |
| CDU                               | 09,3 %        | 1     |
| Bündnis 90/Die Grünen             | 06,1 %        | –     |
| Die Linke                         | 04,9 %        | –     |

### Bürgermeister
- 1998–2003: Heino Lossin[9]
- seit 2003: Uwe Kessler[10]

Kessler wurde in der Bürgermeisterwahl am 9. Juni 2024 ohne Gegenkandidat mit 68 % der gültigen Stimmen für eine weitere Amtszeit von fünf Jahren wiedergewählt.

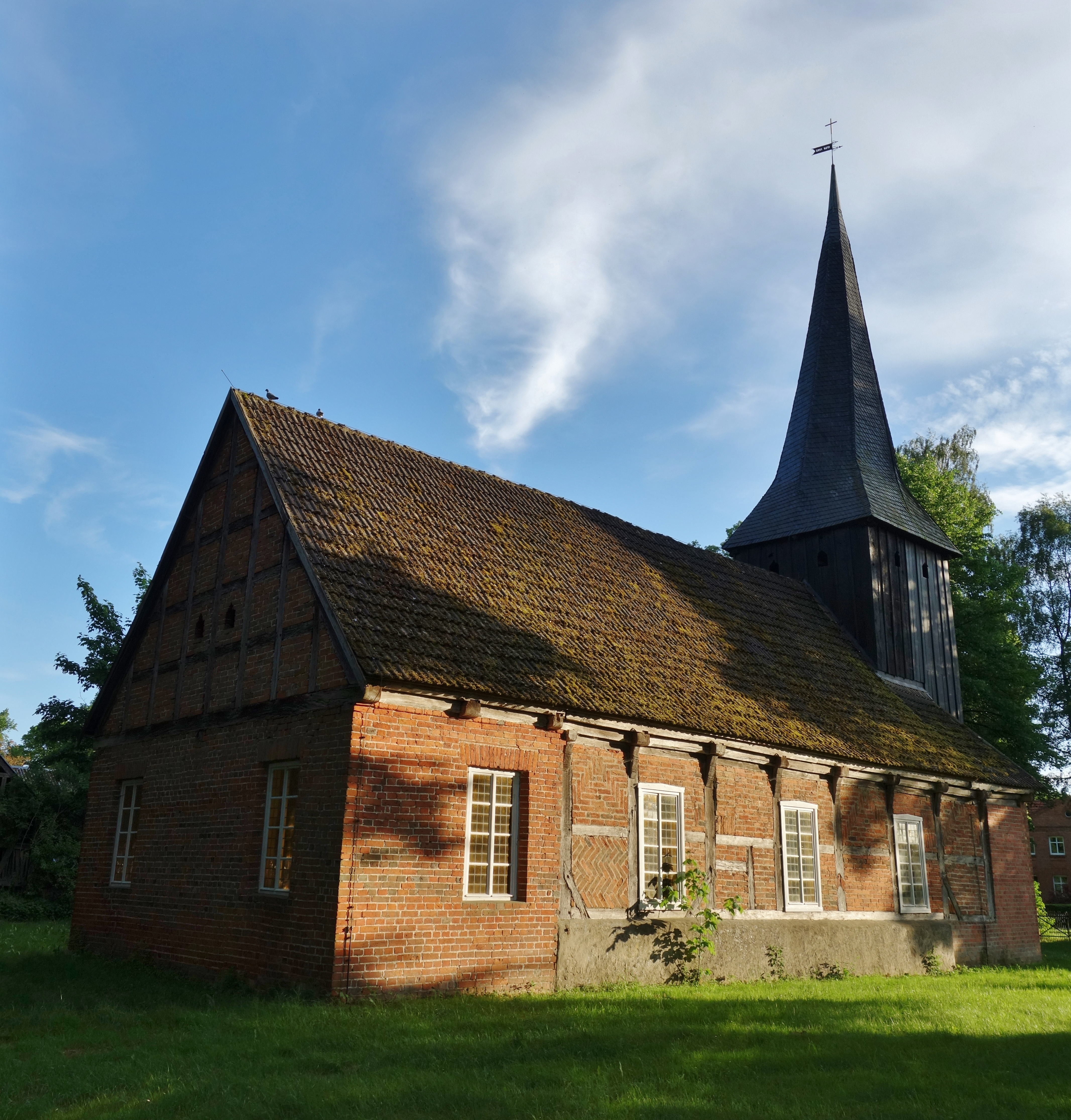
Dorfkirche Bresch

## Sehenswürdigkeiten
- Dorfkirche im Ortsteil Bresch
- Glockenstuhl der abgebrochenen Dorfkirche im Ortsteil Hülsebeck

In der Liste der Baudenkmale in Pirow stehen die in der Denkmalliste des Landes Brandenburg eingetragenen Baudenkmale.

## Verkehr
Pirow liegt an der Landesstraße L 10 zwischen Berge und Perleberg.
Der Haltepunkt Pirow lag an der Westprignitzer Kreisringbahn, die 1911 eröffnet wurde und 1975 ihren Betrieb einstellte.